# Анна Ярославна
Анна Ярославна, известна още като Анна Киевска, е киевска княгиня и кралица на Франция, съпруга на крал Анри I.

## Произход
Точната година на раждането на Анна е неизвестна, но се предполага, че киевската княгиня е родена между 1024 и 1035 г. Тя е дъщеря на великия киевски княз Ярослав I Мъдри и Ингегерд Шведска.
Анна израства в двора на великите князе на Киев и получава високо образование, отрано тя усвоява гръцки и латински език.

## Кралица на Франция и регент
След смъртта на първата си съпруга френският крал Анри I започва да търси из европейските владетелски дворове подходяща съпруга, която да не е в роднински отношения с него. Той изпраща пратеници и в Киев, които се завръщат с дъщерята на киевския княз, Анна (наричат я още Агнес и Ан). Крал Анри I и Анна се венчават на 19 май 1051 в катедралата в Реймс. Двамата имат трима сина и една дъщеря:
- Филип I (1052 – 1108)
- Емма (1055 – 1109)
- Юг дьо Вермандоа (1057 – 1102)
- Робер (1055 – 1060)

Анри I умира през 1060 г. В продължение на 9 години Анна управлява Франция като регентка на малолетния си син Филип.
Върху един кралски акт от времето на Анна Руска е намерен неин подпис на кирилица:  (АNА РЪНNА, на латински: Anna Regina или кралица Анна). С Анна се свързва и разпространението на непопулярното дотогава във Франция гръцко-византийско име Филип, с което тя нарича сина си. Благодарение на популярността на Филип I сред народа, името му получава широко разпространение сред французите.

### Брак с Ралф III Валоа
През 1063 г. Анна се омъжва повторно за граф Ралф III Валоа, чиито политически амбиции са толкова големи, че той изоставя първата си съпруга, за да се ожени за овдовялата кралица. Графът, в чиито жили тече кръвта на Каролингите и чиито феодални имения са много по-големи от тези на френския крал, не иска да бъде просто един васал. Бракът на Анна и Ралф предизвиква скандал. Бившата съпруга на графа го обвинява в прелюбодеяние пред папа Александър II, който отлъчва Анна и Ралф от църквата.

## Следващи години
Граф Валоа умира през 1074, след което Анна се завръща във френския двор, където получава всички почести, които се полагат на една кралица майка. Като прощава на майка си, Филип I постъпва предвидливо, тъй като през 1090 самият той попада в подобно положение.
За последен път името на Анна се споменава в една кралска грамота от 1075 г. (подписът ѝ стои на тази грамота), след което по-нататъшната съдба на бившата кралица остава неизвестна.
Някои историци предполагат, че Анна се е завърнала в родния си Киев, но най-вероятно тя е умряла във Франция.